# Wilhelm I. von Diepholz
Wilhelm I. von Diepholz († 12. Mai 1242) war katholischer Priester und Bischof von Minden.

## Leben
Wilhelm wurde als Sohn des Edelherrn Gottschalk III. von Diepholz geboren.
In seine Regierungszeit fielen langjährige Konflikte mit dem Grafen Heinrich von Hoya. In deren Verlauf ließ der Graf gewaltsame Übergriffe gegen Untertanen des Mindener Hochstifts verüben. Zum Schutz ließ Wilhelm 1242 die Burg Neunhaus bei Liebenau erbauen.
Nach seinem Tod am 12. Mai 1242 wurde sein Bruder Johann zum Bischof von Minden ernannt.